# 통가어

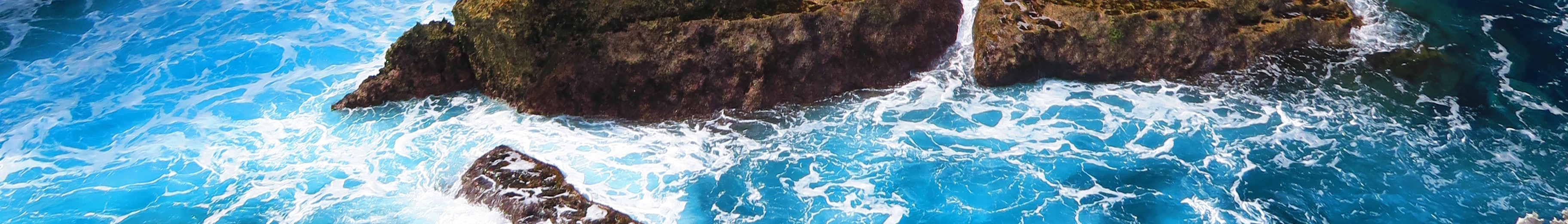

통가어(통가어: faka-Tonga 파카통아)는 통가의 국어로 쓰이는 오스트로네시아어족 계통 언어이다.
하와이어, 마오리어, 사모아어 등과 함께 폴리네시아어군에 속한다. 니우에어와 함께 폴리네시아어군의 하위 분류인 통가어군에 속한다. 폴리네시아어군의 언어들이 하나의 폴리네시아 조어로부터 나왔다는 가정이 맞다면 통가어군이 음운 체계의 변화가 가장 적었던 듯하다.
‘금기’란 뜻의 단어 ‘터부’는 통가어로부터 온 것으로, 영어의 ‘taboo’를 거친 것이다. VSO 어순, 즉 동사-주어-목적어의 어순을 쓴다.

## 음운

### 닿소리
|        | 입술소리 | 치경음 | 연구개음 | 성문음 |
| ------ | -------- | ------ | -------- | ------ |
| 비음   | m        | n      | ŋ        |        |
| 파열음 | p        | t      | k        | ʔ      |
| 마찰음 | f v      | s      |          | h      |
| 설측음 |          | l      |          |        |

### 홀소리
/a, e, i, o, u/가 있다.